# 神蔵器
神蔵 器（かみくら うつわ、1927年2月22日 - 2017年7月26日）は、東京都出身の俳人。本名・政彰。鶴川村（現町田市）生。明治大学文芸科中退。1947年、鶴川村に移り住んでいた石川桂郎に師事。「壺」「麦」を経て、1962年より桂郎の「風土」に所属。1975年、桂郎の没後「風土集」選者。1979年、「風土」主宰に就任。養父について錺（かざり）職人となっていたが、主宰就任後に廃業した。
2002年、句集『貴椿』により第41回俳人協会賞、2010年、句集『氷輪』により第10回俳句四季大賞受賞。「田や畑や動かぬものに雪つもる」など、物に即して人の心を表出する句風。俳人協会名誉会員、日本ペンクラブ会員、日本文藝家協会会員。

## 句集
- 『二代の甕』牧羊社　精鋭句集シリーズ 1975
- 『有今』牧羊社　現代俳句選集　1981
- 『自註現代俳句シリーズ 神蔵器集』俳人協会、1982
- 『熊ヶ谷』角川書店　現代俳句叢書 1984
- 『神蔵器集　自解100句選』牧羊社　1986
- 『木守』角川書店　1993
- 『心後』角川書店、1994
- 『幻』角川書店、1998　ウエップ俳句新書、2003
- 『神蔵器』花神現代俳句　花神社　1999
- 『貴椿』朝日新聞社　2001
- 『神蔵器の折々の秀句』朝日新聞社　2002
- 『月の道』角川書店、2006
- 『波の花』ウエップ 2004
- 『氷輪』角川書店　2009
- 『月虹 句集』角川書店　2012

## 代表句
- 吊革に手首まで入れ秋暑し
- ちちろ鳴く壁に水位の黴の華
- 旭の中にいきてゐて蚊帳はづさるる
- 末寺とて七草までを休みをり